# Zelleromyces pterosporus
Zelleromyces pterosporus är en svampart som först beskrevs av E. Horak, och fick sitt nu gällande namn av Trappe, T. Lebel & Castellano 2002. Zelleromyces pterosporus ingår i släktet Zelleromyces och familjen kremlor och riskor.   Inga underarter finns listade i Catalogue of Life.